# Sismo de Creta de 1810
O sismo de Creta de 1810 ocorreu às 22:15 de 16 de fevereiro. Causou grande destruição em Heraclião, alguns danos de Malta ao norte do Egito e foi sentido da Itália central à Síria. 2 000 mortes foram registradas em Cândia (Heraclião).

## Ambiente tectônico
O arco helênico é uma característica tectônica arqueada relacionada com a subducção da placa africana abaixo da placa helênica. É uma das zonas sísmicas mais ativas na Eurásia Ocidental e tem uma história de grandes terremotos que também afetam o Egito. Grandes terremotos com epicentros próximos de Creta e ao norte da ilha são tipicamente eventos de profundidade intermediária, localizados na interface da placa de subducção. Tais eventos são frequentemente M > 7, mas devido a profundidade deles, causam relativamente poucos danos para o tamanho deles, enquanto são muito sentidos.

## Características
O terremoto foi muito sentido com registros de lugares tão distantes como Chipre, Turquia, Síria, Itália central e várias partes do Norte da África. O choque principal é relatado como tendo durado por dois minutos em Malta. Há registros de um tsunami, com ondas nos portos de Malta e Alexandria e canais próximos, embora estas tem mais a característica de seichas.
O terremoto causou danos severos em Heraclião e nordeste de Creta. Danos também foram registrados em ilhas ao sul do Egeu, Cairo, Roseta e Alexandria ao norte do Egito e em Malta. Os registros do colapso de parte do Templo de Amon no Oásis de Siuá em 1811 tem sido também atribuídos ao evento de 1810, ao invés de um terremoto separado, que é agora considerado como um "evento espúrio".